# La Charce
 La Charce  là một xã thuộc tỉnh Drôme trong vùng Auvergne-Rhône-Alpes đông nam nước Pháp. Xã La Charce nằm ở khu vực có độ cao từ 584-1327 mét trên mực nước biển.